# 이별가
이별가(離別歌)는 판소리 춘향가에서 춘향과 이도령이 이별하는 대목의 노래이다. <조선창극사>에는 박유전(朴裕全)의 더늠으로 기록되어 있다. 현존하는 춘향가는 음악적 짜임새가 춘향의 사랑·춘향의 이별·춘향의 시련·춘향의 승리 네 부분으로 크게 나눌 수 있어서 이별가 부분이 춘향가 전체에서 차지하는 비중은 대단히 크다. 특히 이별가는 시대적으로 관찰할 때 점점 길어지는 추세를 보이는데, 정정열(丁貞烈)판 춘향가에는 오리정 이별 부분이 별도로 삽입되어 있어서 현존하는 여러 유파의 춘향가 중 이별가 부분의 길이가 가장 길게 짜여져 있다.  전체의 길이가 1시간이 넘는 현존 이별가는 맨 처음 이별하게 된 사연을 알리러 춘향의 집에 가는 이도령의 답답한 심정이 진양조로 묘사된다. 춘향집에 당도한 다음 춘향의 슬픔·춘향모의 노발대발 등 이별을 앞둔 사람들의 슬픈 심정의 묘사가 사실적으로 전개되고 맨 나중은 이도령의 점점 멀어져 가는 모습이 달·별·나비·불티 등으로 비유된다.  음악적 짜임새는 비애를 내용으로 한 계면조로 되어 있어서 대부분 계면길의 선법으로 선율이 이루어져 있고, 이도령이 춘향을 달래는 대목만 경드름의 선율형태가 삽입되어 있다. 그러나 송만갑(宋萬甲)이 SP음반으로 남긴 이별가는 약 3분간의 소리가 처음부터 끝까지 경드름으로 짜여져 있다. "여보 도련님 나를 어쩌고 가시려오…" 로 시작되는 송만갑의 이별가는 <조선창극사>에 모홍갑의 더늠인 이별가를 그대로 전승한 것으로 판단된다.